# أدريانا أباريسيدا كوستا
أدريانا أباريسيدا كوستا (بالبرتغالية: Adriana Aparecida Costa‏) هي لاعبة كرة قدم برازيلية، ولدت في 16 أبريل 1983 في ساو باولو في البرازيل.

## روابط خارجية
- أدريانا أباريسيدا كوستا على موقع الاتحاد الدولي (مؤرشف)  (الإنجليزية)
- أدريانا أباريسيدا كوستا على موقع الاتحاد الأوربي (الإنجليزية)
- أدريانا أباريسيدا كوستا على موقع قاعدة بيانات كرة القدم.إي يو (الإنجليزية)